# Spinetta y las Bandas Eternas
Spinetta y las Bandas Eternas es una caja recopilatoria de Luis Alberto Spinetta editado en 2010, que registra el show llevado a cabo el 4 de diciembre de 2009 en el Estadio José Amalfitani de Buenos Aires. 
Este recital fue tal vez la presentación más importante en la extensa carrera del artista argentino, que se reencontró con gran parte de las bandas y músicos que lo acompañaron durante sus 40 años de trayectoria, frente a más de 40.000 espectadores.
La caja se editó por primera vez en 2010, incluyendo tres DVD y tres CD, más dos libros de fotos, pero esa edición era limitada, agotándose al poco tiempo. Luego se reeditó en 2012 incluyendo una edición completamente rediseñada por el propio artista antes de su muerte. 
La reedición contiene un libro de fotos y los tres CD con más de cinco horas del concierto que Spinetta ofreció el 4 de diciembre de 2009.
El recital ha sido considerado histórico de manera general:

[El recital] quedará en la historia del Rock Argentino como el concierto más auténtico de nuestro país, para mí fue el Festival Spinetta y sus bandas eternas, una especie del BA Rock de aquellos años en dónde se hacían este tipo de encuentros, todas bandas argentinas y de diferentes estilos y con músicos de primera línea, todo esto gracias a Luis Alberto y su mundo. Impresionante y emotivo. Por suerte está todo filmado y grabado.
Black Amaya.

## Antecedentes
Un año antes del recital Spinetta había rechazado la posibilidad de hacer un recital retrospectivo que abarcara todas sus bandas:

A veces me reclaman por qué no hacemos una retrospectiva de todas las bandas y hacer un River pero no lo pienso así. Hay algo dentro de mí que se niega a aceptar el paso del tiempo como toda persona. A veces no querés aceptar que estás medio choto. Es muy posible que me entretenga haciendo más discos lindos, cada uno por sí mismo. Es una forma muy de corazón haber trabajado así. No trabajé pensando en las retrospectivas o pensando que puedo reunir a mis antiguos colegas y hacer un poco de Pescado, otro de Invisible. Lo quiero dejar para cuando alguien me tenga que llevar del brazo al escenario y quizás ya no pueda cantar pero no quiero hacerme pre homenajes ni cosas raras. Además los homenajes son para la gente que no está. Muchos amigos me dicen tenés que hacer un concierto con todos los temas de todas las épocas y festejar tus tantos años con la música y yo no lo veo ni cuadrado. Quiero poder hacer buenas canciones y llenar teatritos como estoy haciendo en todos lados que voy. Algún día por ahí hago un espectáculo donde haga una retrospectiva pero va a pasar bastante tiempo, años van a pasar y espero tener la fuerza para hacerlo bien en ese momento porque eso también es importante.
Luis Alberto Spinetta, 2008.

## Crónica del concierto
El diario Clarín publicó una crónica al día siguiente del concierto:

"¡Qué increíble escuchar 'Postcrucifixión' tocada por Pescado!", dice uno. "Uh, yo la última vez que los ví fue hace 26 años, en BA Rock", acota un desconocido algunos años más grande. "Invisible sigue siendo la banda más sólida del Flaco; Pescado, la más potente, y Almendra, la más emotiva". "Lo de Muchacha me pegó fuerte". "¡Qué tecladistas se llevó para Jade!". Voces de fanáticos.

El esfuerzo que exigió más de cinco horas de show se sintió en algunos temas, que no fueron correctamente interpretados y que fueron luego quitados del CD y el DVD, o que directamente decidieron no tocar en el recital:

"Nasty People" que lo tuvimos que sacar porque me equivoqué en todo. Fue un momento de crisis, de cansancio. Fue justo en la mitad del show y me desmoralicé brevemente en el intervalo. Ya con Invisible saqué de la lista "Encadenado al ánima" porque tenía un riff que lo tenía mitad aprendido y mitad agarrado y sabia que ya me había pasado en algo como "Nasty People" que lo había tocado un millón de veces. En todos los ensayos estaba correcta la estructura, salvo en el día del show. Me desmoralicé terriblemente, pensé que la gente me iba a abuchear. El frío de la noche y el cansancio me mellaron. Saqué "Seguir viviendo sin tu amor" y con Almendra sacamos algunos temas donde no estamos muy felices. Lo demás está todo mostrado con humildad, con amor y con un par de fotos en el libro que están tremendas.
Luis Alberto Spinetta

## Contenido de los discos
Todas las canciones escritas y compuestas por Luis Alberto Spinetta, excepto donde se indica. 
| CD 1 |                                                                                |                  |                                           |          |  |
| N.º  | Título                                                                         | Escritor(es)     | Versión original                          | Duración |  |
| 1.   | «Mi elemento»                                                                  |                  | Un mañana                                 |          |  |
| 2.   | «Tu vuelo al fin» (Banda Estable con Baltasar Comotto)                         |                  | Un mañana                                 |          |  |
| 3.   | «Ella también» (en dúo con Diego Rapoport)                                     |                  | Kamikaze                                  |          |  |
| 4.   | «No te busques ya en el umbral» (en dúo con Diego Rapoport)                    |                  | Los niños que escriben en el cielo        |          |  |
| 5.   | «Fina ropa blanca» (Banda Estable con Mono Fontana)                            | Spinetta/Faruolo | Don Lucero                                |          |  |
| 6.   | «La bengala perdida» (Banda Estable con Mono Fontana)                          |                  | Téster de violencia                       |          |  |
| 7.   | «Sombras en los álamos» (Banda Estable con Juan del Barrio)                    |                  | Alma de diamante                          |          |  |
| 8.   | «Alma de diamante» (Banda Estable con Juan del Barrio)                         |                  | Alma de diamante                          |          |  |
| 9.   | «Cisne» (con Sergio Verdinelli, Guillermo Vadalá, Mono Fontana)                |                  | Para los árboles                          |          |  |
| 10.  | «Al ver verás» (en dúo con Mono Fontana)                                       |                  | Téster de violencia                       |          |  |
| 11.  | «¿No ves que ya no somos chiquitos?» (en dúo con Mono Fontana)                 |                  | Madre en años luz                         |          |  |
| 12.  | «Cielo de ti» (con Guillermo Vadalá, Mono Fontana, Javier Malosetti)           |                  | Pelusón of milk                           |          |  |
| 13.  | «Las cosas tienen movimiento» (Banda Estable con Mono Fontana, Fito Páez)      | Fito Páez        | Modelo para armar (Juan Carlos Baglietto) |          |  |
| 14.  | «Retrato de bambis (introducción)» (Banda Estable con Mono Fontana, Fito Páez) | Carlos Franzetti | La la la                                  |          |  |
| 15.  | «Asilo en tu corazón» (Banda Estable con Mono Fontana, Fito Páez)              |                  | La la la                                  |          |  |
| 16.  | «Mariposas de madera» (en dúo con Guillermo Vadalá)                            | Miguel Abuelo    | Mariposas de madera (Miguel Abuelo)       |          |  |
| 17.  | «El rey lloró» (Banda Estable con Beto Satragni)                               | Litto Nebbia     | Los Gatos (Los Gatos)                     |          |  |
| 18.  | «¿Adónde está la libertad?» (Banda Estable con Juanse)                         | Pappo            | Volumen 1 (Pappo's Blues)                 |          |  |

| CD 2 |                                                                                 |                         |                                                    |          |  |
| N.º  | Título                                                                          | Escritor(es)            | Versión original                                   | Duración |  |
| 1.   | «Té para tres» (Banda Estable con Gustavo Cerati)                               | Gustavo Cerati          | Canción Animal (Soda Stereo)                       |          |  |
| 2.   | «Bajan» (Banda Estable con Gustavo Cerati, Gustavo Spinetta)                    |                         | Artaud                                             |          |  |
| 3.   | «Cementerio Club» (Banda Estable con Gustavo Spinetta)                          |                         | Artaud (Pescado Rabioso)                           |          |  |
| 4.   | «Era de Uranio» (en dúo con Leo Sujatovich)                                     | Spinetta - Sujatovich   | Bajo Begrano                                       |          |  |
| 5.   | «Vida siempre» (en dúo con Leo Sujatovich)                                      | Spinetta - Sujatovich   | Bajo Begrano                                       |          |  |
| 6.   | «Maribel se durmió» (en dúo con Leo Sujatovich)                                 |                         | Bajo Begrano                                       |          |  |
| 7.   | «Necesito un amor» (Banda Estable con Dante Spinetta y Valentino Spinetta)      | Javier Martínez         | Manal (Manal)                                      |          |  |
| 8.   | «Filosofía barata y zapatos de goma» (Banda Estable)                            | Charly García           | Filosofía barata y zapatos de goma (Charly García) |          |  |
| 9.   | «Rezo por vos» (Banda Estable con Charly García)                                | García/Spinetta         | Parte de la Religión (Charly García)               |          |  |
| 10.  | «San Cristóforo» (Spinetta y los Socios del Desierto con Javier Malosetti)      | Spinetta/Torres         | San Cristóforo                                     |          |  |
| 11.  | «Bosnia» (Spinetta y los Socios del Desierto con Javier Malosetti)              |                         | Spinetta y los Socios del Desierto                 |          |  |
| 12.  | «Durazno sangrando» (Invisible)                                                 | Spinetta/Rufino/Lorenzo | Durazno Sangrando                                  |          |  |
| 13.  | «Jugo de lúcuma» (Invisible)                                                    |                         | Invisible                                          |          |  |
| 14.  | «Lo que nos ocupa es esa abuela, la conciencia que regula el mundo» (Invisible) |                         | Invisible                                          |          |  |
| 15.  | «Perdonado (Niño condenado)» (Invisible)                                        | Spinetta/Rufino/Lorenzo | El jardín de los presentes                         |          |  |
| 16.  | «Amor de primavera» (Invisible con Lito Epumer)                                 | Tanguito                | Amor de primavera                                  |          |  |

| CD 3 | |                         |                                   |          |  |
| N.º  | Título                                                                                               | Escritor(es)            | Versión original                  | Duración |  |
| 1.   | «Poseído del alba» (Pescado Rabioso)                                                                 |                         | Pescado 2                         |          |  |
| 2.   | «Hola dulce viento (Mañana o pasado)» (Pescado Rabioso)                                              |                         | Pescado 2                         |          |  |
| 3.   | «Serpiente (viaja por la sal)» (Pescado Rabioso)                                                     |                         | Desatormentándonos                |          |  |
| 4.   | «Credulidad» (Pescado Rabioso)                                                                       |                         | Pescado 2                         |          |  |
| 5.   | «Despiértate nena» (Pescado Rabioso)                                                                 | Spinetta/Amaya          | Post crucifixión/Despiértate nena |          |  |
| 6.   | «Me gusta ese tajo» (Pescado Rabioso con Bocón Frascino)                                             | Spinetta/Frascino/Amaya | Me gusta ese tajo                 |          |  |
| 7.   | «Post crucifixión» (Pescado Rabioso)                                                                 | Spinetta/Amaya/Cutaia   | Post crucifixión/Despiértate nena |          |  |
| 8.   | «Color humano» (Almendra)                                                                            | Edelmiro Molinari       | Almendra                          |          |  |
| 9.   | «A estos hombres tristes» (Almendra)                                                                 |                         | Almendra                          |          |  |
| 10.  | «Muchacha (Ojos de papel)» (Almendra)                                                                |                         | Almendra                          |          |  |
| 11.  | «8 de octubre» (Banda Estable con Ricardo Mollo, Mono Fontana)                                       | Gieco/Spinetta          | El desembarco (León Gieco)        |          |  |
| 12.  | «Retoño» (Banda Estable con Baltasar Comotto, Mono Fontana)                                          |                         |                                   |          |  |
| 13.  | «Yo quiero ver un tren» (Banda Estable con Baltasar Comotto, Mono Fontana, Nico Cota y Daniel Rawsi) |                         | Mondo di cromo                    |          |  |
| 14.  | «No te alejes tanto de mí» (Banda Estable con Baltasar Comotto, Mono Fontana, Leo Sujatovich)        |                         | Mondo di cromo                    |          |  |

## Lista de canciones (recital completo)
Spinetta y Banda Estable
1. Presentación
2. Mi elemento
3. Tu vuelo al fin
4. Ella también
5. No te busques ya en el umbral
6. Fina ropa blanca
7. La bengala perdida
8. Sombras en los álamos
9. Alma de diamante
10. Cisne
11. Al ver verás
12. ¿No ves que ya no somos chiquitos?
13. Cielo de ti
14. Las cosas tienen movimiento
15. Retrato de bambis/Asilo en tu corazón
16. Mariposas de madera
17. El rey lloró
18. ¿Adónde está la libertad?
19. Té para tres
20. Bajan
21. Cementerio Club
22. Era de Uranio
23. Vida siempre
24. Maribel se durmió
25. Necesito un amor
26. Filosofía barata y zapatos de goma
27. Rezo por vos

Spinetta y Los Socios del Desierto (Marcelo Torres y Javier Malosetti)
1. San Cristóforo
2. Bosnia
3. Nasty People

Invisible (Spinetta - Pomo - Machi)
1. Durazno sangrando
2. Jugo de lúcuma
3. Lo que nos ocupa es esa abuela, la conciencia que regula el mundo
4. Niño condenado
5. Amor de primavera

Pescado Rabioso (Spinetta - Black Amaya - David Lebón - Carlos Cutaia - Guillermo Vadalá - Osvaldo "Bocón" Frascino)
1. Poseído del alba
2. Hola dulce viento
3. Serpiente viaja por la sal
4. Credulidad
5. Despiértate nena
6. Me gusta ese tajo
7. Post crucifixión

Almendra (Spinetta - Edelmiro Molinari - Emilio del Guercio - Rodolfo García)
1. Color humano
2. Fermín
3. A estos hombres tristes
4. Hermano Perro
5. Muchacha ojos de papel

Spinetta y Banda Estable
1. 8 de octubre
2. Retoño
3. Seguir viviendo sin tu amor
4. Yo quiero ver un tren
5. No te alejes tanto de mí

## Músicos
- Banda estable:
  - Luis Alberto Spinetta: guitarra, voz
  - Claudio Cardone: teclados
  - Sergio Verdinelli: batería
  - Nerina Nicotra: bajo
  - Guillermo Vadalá: guitarra
- Bandas Eternas:
  - Spinetta y los Socios del Desierto
  - Spinetta Jade
  - Invisible
  - Pescado Rabioso
  - Almendra
- Invitados (por orden de aparición):
  - Baltasar Comotto: guitarra
  - Diego Rapoport: teclados
  - Juan Carlos "Mono" Fontana: teclados
  - Juan del Barrio: teclados
  - Javier Malosetti: bajo, batería
  - Fito Páez: voz, teclados
  - Beto Satragni: bajo
  - Juanse: voz
  - Gustavo Cerati: voz, guitarra
  - Gustavo Spinetta: batería
  - Leo Sujatovich: teclados
  - Dante Spinetta: guitarra
  - Leeva (Valentino Spinetta): voz
  - Charly García: voz, teclados
  - Marcelo Torres: bajo
  - Pomo: batería
  - Machi: voz, bajo
  - Lito Epumer: guitarra
  - Black Amaya: batería
  - Carlos Cutaia: órgano
  - David Lebón: guitarra
  - Osvaldo "Bocón" Frascino: guitarra
  - Rodolfo García: batería, coros
  - Emilio del Guercio: bajo, coros
  - Edelmiro Molinari: guitarra, coros
  - Ricardo Mollo: voz, guitarra
  - Daniel Rawsi: percusión
  - Nico Cota: percusión